# Dobryninskaja
Dobryninskaja (ryska: Добрынинская), är en tunnelbanestation på Koltsevajalinjen (ringlinjen) i Moskvas tunnelbana.
Stationen öppnades den 1 januari 1950 och hette från början Serpuchovskaja, efter Serpuchovskajatorget ovanför stationen. Arkitekten Leonid Popov inspirerades av den historiska klangen av den gamla staden Serpuchov och baserade designen på gammalrysk arkitektonisk stil, i synnerhet Pokrovkyrkan vid Nerl som är en symbol för det medeltida Ryssland. Pokrovkyrkan återkommer i designen av portalerna och i den ljusbruna marmorn. Popov använde flera nytänkande idéer för att skapa en ljus station. Ovanför de röda marmorväggarna vid plattformarna lät han sätta en vit cylindrisk marmorlist som reflekterar ljus i ögonhöjd för passagerarna. Valven i stationen är i vitmålad puts och stationen ljussätts av ett sicksackformat arrangemang av horisontella lysrör. Golvet är av mörkgrå granit, typiskt för ortodoxa kyrkor. De tolv basrelieferna av Jelena Jason-Manizer på pylonerna kontrasterar mot det gammalryska temat, de visar typiska fritidssysselsättningar (jakt, fiske etc) för de olika sovjetiska nationaliteterna. Vid stationens slut finns en mosaik av Jason-Manizer, Gryning i den kosmiska eran.
1961 fick stationen sitt nuvarande namn, för att hedra rödgardisten Peter Dobrynin.

## Byten
På Dobryninskaja kan man byta till Serpuchovskaja på Serpuchovsko-Timirjazevskaja-linjen.